# Tudor Istodor
Tudor Aaron Istodor (n. 24 mai 1984, București, România) este un actor român de film, televiziune, voce și de teatru.

## Biografie
Este fiul actorului Claudiu Istodor și al actriței Maia Morgenstern.

## Filmografie
- Băieți buni - 2005 (serial TV)
- Cu inima îndoită - 2006 (film de televiziune)
- Examen - 2006 (film scurt)
- Hârtia va fi albastră  - 2006
- Lombarzilor 8 - 2006 (serial TV)
- Tertium non datur - 2006 (film scurt)
- Blood and Chocolate / Pasiune și destin (2007)
- Bricostory - 2007 (film scurt)
- Interior. Scară de bloc (2007)
- Radu+Ana - 2007 (film scurt)
- Sinopsis docu-dramă - 2007 (film scurt)
- Târziu - 2007 (short)
- Târziu - 2008 (film scurt)
- Cendres et sang / Cenușă și sânge - 2009
- Weekend cu mama - 2009
- Luna verde - 2010
- Domnișoara Christina (2013) – Egor Pașchievici
- Cadences obstinées – 2014
- Fixeur (2016)
- Selfie 69 - 2016
- #dogpoopgirl (2021)
- Groapa (2023)